# Campionati europei di atletica leggera indoor 2023 - Staffetta 4×400 metri maschile
La gara della staffetta 4×400 metri maschile ai campionati europei di atletica leggera indoor di Istanbul 2023 si è svolta il 5 marzo 2023 presso l'Ataköy Athletics Arena.

## Podio
| Pos.    | Nazione                                                                          |
| ------- | -------------------------------------------------------------------------------- |
| Oro     | Belgio Dylan Borlée, Alexander Doom, Kévin Borlée, Julien Watrin                 |
| Argento | Francia Gilles Biron, Téo Andant, Victor Coroller, Muhammad Abdallah Kounta      |
| Bronzo  | Paesi Bassi Isayah Boers, Isaya Klein Ikkink, Ramsey Angela, Liemarvin Bonevacia |

## Record
| Record                | Record                                                                   | Record  | Record                         | Record          |
| --------------------- | ------------------------------------------------------------------------ | ------- | ------------------------------ | --------------- |
| Record mondiale       | Stati Uniti Amere Lattin, Obi Igbokwe, Jermaine Holt, Kahmari Montgomery | 3'01"51 | Clemson, Stati Uniti d'America | 9 febbraio 2019 |
| Record europeo        | Polonia Karol Zalewski, Rafał Omelko, Łukasz Krawczuk, Jakub Krzewina    | 3'01"77 | Birmingham, Regno Unito        | 4 marzo 2018    |
| Record dei campionati | Belgio Julien Watrin, Dylan Borlée, Jonathan Borlée, Kévin Borlée        | 3'02"87 | Praga, Repubblica Ceca         | 8 marzo 2015    |

## Programma
| Data    | Ora   | Turno  |
| ------- | ----- | ------ |
| 5 marzo | 19:10 | Finale |

## Qualificazione
A parte la nazionale turca, qualificata come nazione ospite, le 5 squadre qualificate per la finale diretta sono:
- il Belgio, primo della Top List, con 2:58.72 a Eugene nel 2022
- la Gran Bretagna, seconda della Top List, con 2:59.35 a Monaco di Baviera nel 2022
- la Francia, terza della Top List, con 2:59.64 a Monaco di Baviera nel 2022
- la Spagna, qualificata per tempi accumulati nella stagione indoor 2023 (3:03.97)
- i Paesi Bassi, qualificati per tempi accumulati nella stagione indoor 2023 (3:04.97)

## Risultati

### Finale[2]
| Posizione | Corsia | Nazione       | Atlete                                                               | Tempo   | Note                                     |
| --------- | ------ | ------------- | -------------------------------------------------------------------- | ------- | ---------------------------------------- |
| Oro       | 6      | Belgio        | Dylan Borlée, Alexander Doom, Kévin Borlée, Julien Watrin            | 3'05"83 | Miglior prestazione europea stagionale   |
| Argento   | 2      | Francia       | Gilles Biron, Téo Andant, Victor Coroller, Muhammad Abdallah Kounta  | 3'06"52 | Miglior prestazione personale stagionale |
| Bronzo    | 3      | Paesi Bassi   | Isayah Boers, Isaya Klein Ikkink, Ramsey Angela, Liemarvin Bonevacia | 3'06"59 | Miglior prestazione personale stagionale |
| 4         | 5      | Spagna        | Óscar Husillos, Markel Fernández, Lucas Búa, David García            | 3'06"87 | Miglior prestazione personale stagionale |
| 5         | 4      | Gran Bretagna | Ben Higgins, Joseph Brier, Samuel Reardon, Lewis Davey               | 3'08"61 | Miglior prestazione personale stagionale |
| 6         | 1      | Turchia       | Oğuzhan Kaya, Berke Akçam, Kubilay Ebçü, İsmail Nezir                | 3'09"41 | Record nazionale                         |